# Салии

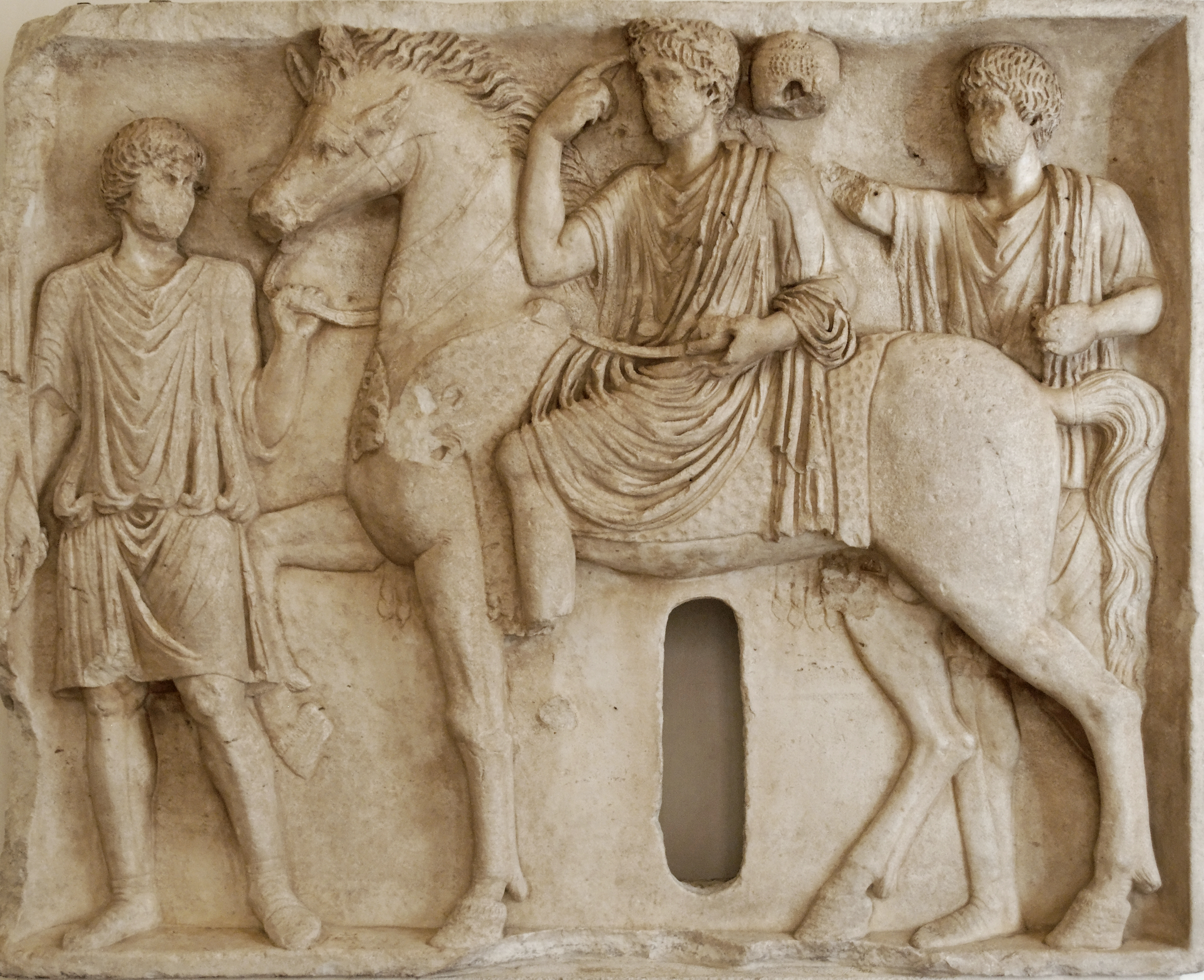
Салии
(барельеф в Палаццо Альтемпс)

Салии (лат. Salii ← salio «прыгаю, пляшу») — в Древнем Риме жреческая коллегия, состоявшая из 12 жрецов бога Марса и 12 жрецов бога Квирина.
Своё название салии получили от военной пляски, совершавшейся ими во время ежегодных празднеств в честь Марса. Также существовала версия о происхождении названия от имени Салия, который якобы научил этой пляске. Салии охраняли двенадцать щитов — анкилов, среди которых один, по легенде, упал с неба, а остальные одиннадцать были точными его копиями. Были также палатинские салии.